# (472235) Zhulong
(472235) Zhulong est un objet transneptunien, en résonance 2:5 avec Neptune, de magnitude absolue 6,5. Son diamètre est estimé à environ 200 kilomètres.

## Histoire
L'objet avait été découvert en 2011 et désigné 2011 GY61, mais le Centre des planètes mineures, chargé de la numérotation officielle, a considéré cela comme une prédécouverte. La désignation provisoire principale était 2014 GE45 et sa désignation permanente est (472235). Il est nommé Zhulong (en) dans la Minor Planet Circular 115895 du 27 août 2019, d'après un dragon de la mythologie chinoise.